# 朗洞镇
朗洞镇，是中华人民共和国贵州省黔东南苗族侗族自治州榕江县下辖的一个乡镇级行政单位。

## 行政区划
朗洞镇下辖以下地区：
朗洞镇社区、朗洞村、长寿村、宰林村、九懂村、色同村、高帮村、两福村、平地村、宰练村、盘假村、宰岑村、八书村、卡寨村、岑向村、定向村、色边村、岑最村、那谢村、高便村和高略村。